# Amneholm
Amneholm är en ö och var under medeltiden en befäst borg vid Gullspångsälvens utlopp i sjön Vänern. Amn var det gamla namnet på Gullspångsälven och utgjorde gränsen mellan Värmland och Västergötland. Borgen har även haft namnet Agneholm. 
Ön tillhörde Amnehärads socken i Västergötland och är idag en del i Gullspångsälvens naturreservat.

## Borgen Amneholm
Borgen, som var en typisk så kallad vattenborg (ett fäste omgivet av vatten), kallades även för Agneborg efter en kung Agne. Den uppfördes på 1360-talet av marsken Erik Kettilsson Puke under kriget mellan den norske kungen Håkon och kung Albrekt av Mecklenburg. Under Drottning Margaretas tid var slottet beryktat såsom säte för danska fogdar. Under Engelbrektupproret på Engelbrekts befallning förstördes borgen 1433 av värmlänningar. 
Riksantikvarieämbetet skrivet att anläggningen var 60x40 meter och att det nu är en igenvuxen förhöjning, cirka 2-3 meter. 
Numera finns inte mycket kvar att se av fästet, man kan bara ana sig till var det legat. Någon mera utförlig arkeologisk undersökning har inte utförts. 
Man kan idag gå ut till Amneholm via några mindre broar. 